# Psyroides
Psyroides is een geslacht van vlinders van de familie spanners (Geometridae), uit de onderfamilie Ennominae.

## Soorten
- P. flavivertex Wehrli, 1931
- P. pentagramma Wehrli, 1954
- P. ramphodes Wehrli, 1954